# Rolando Boldrin
Rolando Boldrin OMC (São Joaquim da Barra, 22 de outubro de 1936 – São Paulo, 9 de novembro de 2022) foi um apresentador, ator, cantor, escritor e compositor brasileiro.

## Biografia
Rolando Boldrin nasceu na cidade interiorana de São Joaquim da Barra, no estado de São Paulo. Desde pequeno tocava viola. Aos doze anos começou uma empreitada musical com o seu irmão, formando a dupla "Boy e Formiga", que era bem sucedida na rádio da cidade.
Aos dezesseis anos, incentivado pelo pai, Boldrin foi para a capital paulista de carona em um caminhão. Lá, antes de emplacar na carreira de cantor, foi sapateiro, frentista, carregador, garçom e ajudante de farmacêutico. Aos dezoito anos prestou serviço militar no Exército, em Quitaúna. Nos anos que se seguiram dedicou-se à atividade musical.
Rolando Boldrin debutou na música em 1960, como participante do disco de sua futura esposa, que se tornou  sua produtora, Lurdinha Pereira. Em 1974 lançou seu primeiro disco solo, "O Cantadô", pela Continental.
Boldrin também teve uma grande experiência como ator de teleteatro da TV Tupi, entre o final da década de 1950 e começo da de 1960, ao lado de Lima Duarte, Laura Cardoso, Dionísio Azevedo e outros. O livro "A TV antes do VT" mostra várias de suas passagens na emissora, em fotos das gravações dos programas da TV Tupi, quando não havia videoteipe.
Entre as décadas de 1960 e 1980, Boldrin atuou em aproximadamente trinta novelas da emissoras Record, Tupi e Bandeirantes.
Como apresentador de televisão, na década de 80, esteve à frente dos programas Som Brasil, (TV Globo), Empório Brasileiro (TV Bandeirantes) e Empório Brasil (SBT). Seu último trabalho como apresentador foi o programa Sr. Brasil, pela TV Cultura de São Paulo.
Recebeu o prêmio de melhor ator coadjuvante no Festival de Brasília, por sua atuação como Pedro Melo, em O Tronco (1990), filme baseado no romance homônimo do escritor goiano Bernardo Élis.

### Divulgação da cultura brasileira
Aproveitando o espaço na televisão, Rolando Boldrin foi um dos maiores divulgadores da música sertaneja e caipira. Em agosto de 1981 estreou o programa Som Brasil, na TV Globo, com o objetivo de divulgar a música brasileira de inspiração regional. Ele contava "causos", dançava e exibia peças teatrais e pequenos documentários. Mas o destaque eram as atrações musicais, cujo repertório incluía músicas de cantores e compositores que tinham como fonte a cultura popular. Boldrin deixou o programa em 1984, mas levou a ideia a outros programas apresentados por ele, Empório Brasileiro, Empório Brasil e Sr. Brasil.
Em 2010 foi tema do desfile da escola de samba Pérola Negra, no carnaval de São Paulo, com o enredo "Vamos tirar o Brasil da gaveta", tendo como ponto central o empenho de Boldrin em ressaltar a cultura nacional.
Em 2022, a TV Cultura homenageou o ator pelos seus 85 anos de vida com a exibição do documentário "Eu, a Viola e Deus", dirigido por João Batista de Andrade.

### Morte
Rolando Boldrin morreu em decorrência de insuficiência respiratória e renal, aos 86 anos, em 9 de novembro de 2022. O velório foi realizado na Assembleia Legislativa de São Paulo e o sepultamento no Cemitério Gethsêmani, na capital paulista. Seu ultimo trabalho, o programa Sr. Brasil, na TV Cultura, foi apresentado por ele durante dezessete anos. Era casado com a produtora e cenógrafa Patricia Maia Boldrin.

## Filmografia

### Cinema
| Ano  | Título                | Personagem | Ref.   |
| ---- | --------------------- | ---------- | ------ |
| 2017 | O Filme da Minha Vida | Giuseppe   | [ 10 ] |
| 1999 | O Tronco              | Pedro Melo |        |
| 1987 | Ele, o Boto           | Narrador   | [ 11 ] |
| 1978 | Doramundo             | Pereira    | [ 12 ] |
| 1958 | Os Miseráveis         |            |        |

### Televisão

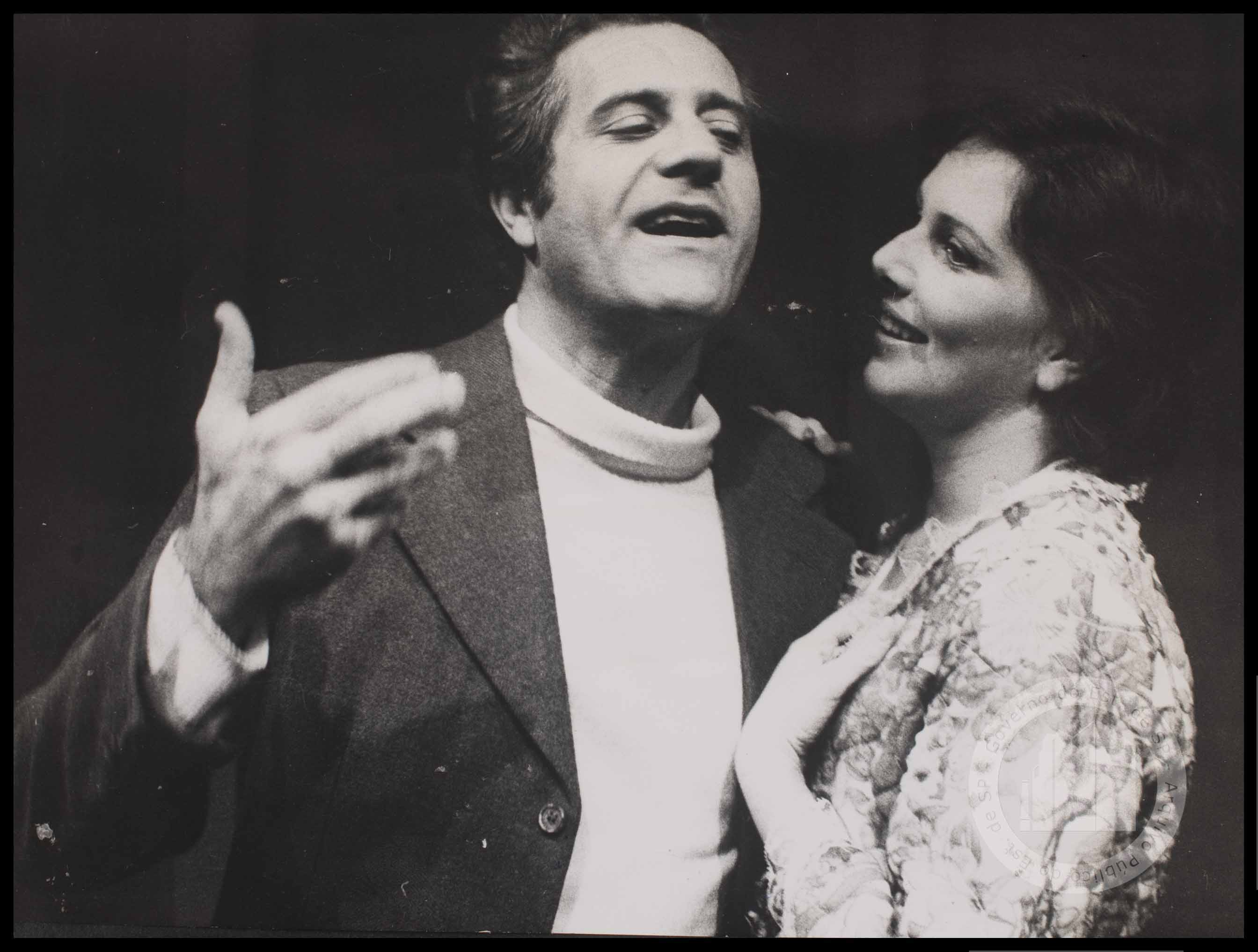
Rolando Boldrin e Irene Ravache. Eles atuaram nas telenovelas A Viagem (1975), O Profeta (1977) e Cara a Cara (1979).

Como apresentador
| Ano       | Título             | Cargo        | Emissora                 |
| --------- | ------------------ | ------------ | ------------------------ |
| 1981-1984 | Som Brasil         | Apresentador | Rede Globo               |
| 1984-1986 | Empório Brasileiro | Apresentador | Rede Bandeirantes        |
| 1989-1990 | Empório Brasil     | Apresentador | SBT                      |
| 1995-1996 | Estação Brasil     | Apresentador | TV Gazeta com a Rede CNT |
| 2005-2022 | Sr. Brasil         | Apresentador | TV Cultura               |

Como ator
| Ano  | Título                                   | Papel                | Emissora           |
| ---- | ---------------------------------------- | -------------------- | ------------------ |
| 1981 | Os Imigrantes                            | Décio                | Rede Bandeirantes  |
| 1980 | Pé de Vento                              | Junqueira            | Rede Bandeirantes  |
| 1980 | Cavalo Amarelo                           | Alberto              | Rede Bandeirantes  |
| 1979 | Cara a Cara                              | Orestes              | Rede Bandeirantes  |
| 1978 | Roda de Fogo                             | Eduardo              | Rede Tupi          |
| 1977 | O Espantalho                             | Juca                 | Record             |
| 1977 | O Profeta                                | João Henrique        | Rede Tupi          |
| 1975 | A Viagem                                 | Alberto              | Rede Tupi          |
| 1975 | Ovelha Negra                             | Júlio Monteiro       | Rede Tupi          |
| 1974 | Os Inocentes                             | Otávio Queiróz       | Rede Tupi          |
| 1973 | Mulheres de Areia                        | César                | Rede Tupi          |
| 1972 | Quero Viver                              | Alfredo              | Record e TV Rio    |
| 1972 | O Tempo não Apaga                        | Bernardo             | Record             |
| 1971 | Quarenta Anos Depois                     | Leôncio              | Record             |
| 1971 | Os Deuses Estão Mortos                   | Barão                | Record             |
| 1970 | As Pupilas do Senhor Reitor              | Padre José           | Record             |
| 1969 | Algemas de Ouro                          | Cícero               | Record             |
| 1969 | Seu Único Pecado                         | Hélio                | Record             |
| 1968 | Ana                                      | César                | Record             |
| 1968 | O Direito dos Filhos                     | Ernesto              | TV Excelsior       |
| 1966 | Calúnia                                  | Belot                | Rede Tupi          |
| 1965 | Fatalidade                               |                      | Rede Tupi          |
| 1965 | Olhos que Amei                           | Alexandre            | Rede Tupi          |
| 1964 | Gutierritos, o Drama dos Humildes        | Pedro                | Rede Tupi          |
| 1964 | O Direito de Nascer                      | Ricardo              | Rede Tupi e TV Rio |
| 1964 | Quem Casa com Maria?                     | Igor                 | Rede Tupi          |
| 1964 | Se o Mar Contasse                        | Padre Juca           | Rede Tupi          |
| 1964 | Alma Cigana                              | Afonso               | Rede Tupi          |
| 1963 | Moulin Rouge, a Vida de Toulouse-Lautrec | Van Gogh             | Rede Tupi          |
| 1962 | A Estranha Clementine                    |                      | Rede Tupi          |
| 1960 | TV de Vanguarda                          |                      | Rede Tupi          |
| 1959 | Senhorita Reed                           | Johnson              |                    |
| 1958 | O Mordomo e a Dama                       |                      |                    |
| 1958 | O Comediante                             | Cornier              |                    |
| 1958 | O Preço da Glória                        | Resfriado            |                    |
| 1958 | O Grande Amor de Maria Waleska           |                      |                    |
| 1954 | A Muralha                                | Don Jerônimo Taveira | Record             |

## Discografia
| Ano  | Título                                                                     | Gravadora      | Tipo        |
| ---- | -------------------------------------------------------------------------- | -------------- | ----------- |
| 1963 | Rolando Boldrin                                                            | Continental    | 78 Rotações |
| 1965 | Rolando Boldrin e Lurdinha Pereira                                         | Philips        | Compacto    |
|      | Rolando Boldrin                                                            | Beverly        | Compacto    |
|      | Rolando Boldrin                                                            | Continental    | Compacto    |
| 1969 | Rolando Boldrin                                                            | Beverly        | Compacto    |
| 1970 | Rolando Boldrin e Lurdinha Pereira                                         | Beverly        | Compacto    |
| 1971 | Rolando Boldrin e Lurdinha Pereira                                         | Continental    | Compacto    |
| 1973 | Rolando Boldrin                                                            | Chantecler     | LP          |
| 1974 | Rolando Boldrin                                                            | Chantecler     | Compacto    |
| 1974 | Rolando Boldrin                                                            | Chantecler     | Compacto    |
| 1974 | O Cantadô                                                                  | Chantecler     | LP          |
| 1975 | Palavrão                                                                   | Chantecler     | LP          |
| 1975 | Rolando Boldrin                                                            | Chantecler     | Compacto    |
| 1976 | Rolando Boldrin                                                            | Chantecler     | Compacto    |
| 1976 | Êta Mundo                                                                  | Chantecler     | LP          |
| 1978 | Longe de Casa                                                              | Chantecler     | LP          |
| 1979 | Rolando Boldrin                                                            | Chantecler     | Compacto    |
| 1979 | Rio-Abaixo                                                                 | Continental    | LP          |
| 1979 | O Melhor de Rolando Boldrin                                                | Chantecler     | LP          |
| 1980 | Rolando Boldrin e Lurdinha Pereira - Giro Giro                             | Continental    | LP          |
| 1980 | Porta Retrato                                                              |                | LP          |
| 1981 | Rolando Boldrin                                                            | RGE            | Compacto    |
| 1981 | Caipira                                                                    | RGE            | LP          |
| 1982 | Rolando Boldrin                                                            | TAPECAR        | Compacto    |
| 1982 | Violeiro                                                                   | RGE            | LP          |
| 1982 | Inventando Moda                                                            | Continental    | LP          |
| 1982 | Poemas do Brasil                                                           | RGE            | LP          |
| 1983 | O Causa da Onça                                                            | Continental    | LP          |
| 1984 | Empório Brasileiro                                                         | Barclay/Ariola | LP          |
| 1984 | Rolando Boldrin                                                            | RGE            | LP          |
| 1985 | Clássicos do Poema Caipira                                                 | Barclay/Ariola | LP          |
| 1989 | Resposta do Jeca Tatu                                                      | RGE            | LP          |
| 1990 | Terno de Missa                                                             | RGE            | LP          |
| 1990 | Empório Brasil                                                             | RGE            | LP          |
| 1991 | Perto de Casa                                                              | RGE            | LP          |
| 1991 | Rolando Boldrin e Almir Sater - A Arte do Encontro                         | RGE            | LP          |
| 1993 | Disco da Moda                                                              | RGE            | LP          |
| 1994 | Som da Terra                                                               | Warner Music   | CD/LP       |
| 1994 | Grandes Sucessos de Rolando Boldrin                                        | RGE            | CD/LP       |
| 1995 | Rolando Boldrin e Almir Sater - Dose Dupla                                 | Warner Music   | CD          |
| 1996 | Rolando Boldrin                                                            | RGE            | CD          |
| 1997 | 20 Preferidas                                                              | RGE            | CD          |
| 1998 | Esquentai Vossos Pandeiras                                                 | RGE            | CD          |
| 2000 | Popularidade 2000                                                          | Warner Music   | CD          |
| 2001 | Canta Raul Torres e João Pacífico                                          | Warner Music   | CD          |
| 2004 | Vamos tirar o Brasil da gaveta                                             |                | CD          |
| 2005 | Rolando Boldrin e Renato Teixeira                                          | Kuarup         | KCD         |
| 2006 | Globo Rural                                                                | Som Livre      | CD          |
| 2006 | Rolando Boldrin e convidados                                               | InterCD        | CD          |
| 2007 | Rolando Boldrin e convidados - Vol. 2                                      | InterCD        | CD          |
| 2008 | Histórias cantadas e faladas de Rolando Boldrin - Vol. 1                   |                | CD          |
| 2008 | Histórias cantadas e faladas de Rolando Boldrin - Vol. 2                   |                | CD          |
| 2008 | Sempre                                                                     | Som Livre      | CD          |
| 2009 | Rolando Boldrin, Renato Teixeira e Almir Sater - Grandes Momentos          |                | CD          |
| 2009 | Rolando Boldrin, Renato Teixeira e Almir Sater - Grandes Momentos - Vol. 2 |                | CD          |
| 2019 | Lambendo a colher                                                          | SESC           | CD          |

## Livros
| Ano  | Título                                                                |
| ---- | --------------------------------------------------------------------- |
| 2005 | Proseando - Causos do Brasil                                          |
| 2006 | Caderno de músicas de Rolando Boldrin: Vamos tirar o Brasil da gaveta |
| 2012 | História de contar o Brasil: um Carroção de Causos de Rolando Boldrin |
| 2018 | Contando Causos                                                       |